# Ичалки (Мордовия)
Ича́лки — село в Ичалковском районе Республики Мордовия России. Административный центр и единственный населённый пункт Ичалковского сельского поселения.

## География
Расположено на р. Кемлятке, в 63 км к северу от Саранска и 6 км от железнодорожной станции Оброчное. Соединено автотрассой с селом Большое Игнатово.

## История
Впервые упоминается в 1624 году. В 1648 году одному из крупнейших вотчинников царской России — боярину Б. И. Морозову — земли вокруг Ичалок были пожалованы. В 1707 году Ичалки приписали к Починковской поташной конторе, в 1760 году перевели в разряд государственных сёл. В 1773 году жители приняли христианство. По данным «Списка населённых мест Нижегородской губернии» (1859 год), Ичалки — село казённое из 331 двора (3203 человека) Лукояновского уезда. Во 2-й половине XIX века в Ичалках функционировали 3 церкви, земская школа и училище, построенные на средства Палаты государственного имущества.
В 1896 году через село прошла железная дорога.
13 ноября 1903 года произошло крупное выступление крестьян. В 1923 году были образованы 2 сельскохозяйственных товарищества. В 1929 году был организован колхоз «Нацмен». В 1998 году на базе бывшего колхоза организован СХПК «Родина». В настоящее время основное предприятие села — сыродельный комбинат «Ичалковский».
В центре современного села — Михаило-Архангельская (Алексеевская) церковь (памятник архитектуры), в раке в которой покоятся мощи святого старца Филарета (Кулакова), проповедовавшего на рубеже XIX—XX веков на Крутой горе близ Ичалок.

## Население
| 2002  | 2010  | 2012  | 2013  | 2014  | 2015  | 2016  |
| ----- | ----- | ----- | ----- | ----- | ----- | ----- |
| 2979  | ↘2683 | ↘2659 | ↘2611 | ↘2578 | ↘2546 | ↘2514 |
| 2017  | 2018  | 2019  | 2020  | 2021  |       |       |
| ↘2495 | ↘2481 | ↘2437 | ↘2390 | ↗2665 |       |       |

Национальный состав
Согласно результатам переписи 2002 года, в национальной структуре населения русские составляли 44 %, мордва — 45 %

## Источник
- Голубчик М. М., Ксенофонтова А. А., Тувин А. С. Ичалки // Мордовия : Энциклопедия : в 2 т. / гл. ред. А. И. Сухарев. — Саранск : Мордовское книжное издательство, 2003. — Т. 1 (А—М). — 576 с. — ISBN 5-7595-1543-8.